# Stanisław Orzechowski
Stanisław Orzechowski (Przemyśl, 11 novembre 1513 – Żurawica, 1566) è stato un umanista e politico polacco di origine ucraina.

## Biografia
Fu ordinato sacerdote nel 1543, dopo essere passato dal protestantesimo al cattolicesimo e dopo essere già entrato in carriera nella politica. Dopo l'ordinazione sacerdotale divenne celebre per essersi sposato, entrando così in una lunga polemica, che gli costò la scomunica, con le gerarchie ecclesiastiche per farsi riconoscere tale matrimonio, accreditandolo con le norme della Chiesa ortodossa. Fu autore anche di vari saggi, tra i quali: Organizzazione del regno polacco (1566) e Annales polonici (pubblicato postumo 1611).
Fu autore dell'idea "Gente Ruthenus natione Polonus" ("di provenienza rutena, ma appartenenza allo stato polacco"), ovvero della doppia identità della piccola nobiltà rutena nel regno polacco. Orzechowski diceva: «Ruthenorum me esse et libenter profiteor» – «Sono ruteno e felice di pronunciare questo». 
Nel libretto «Baptistum Ruthenorum» («Il battesimo dei ruteni») sviluppa l'idea dell'unione delle chiese cattoliche e ortodosse.